# Quake (serie)
Quake è una serie di videogiochi di sparatutto in prima persona.

## Panoramica

### Ambientazione
La serie di Quake ha cambiato ambientazione più volte; la storia di Quake II non è collegata al Quake originale. Questo soprattutto perché Quake II era stato inizialmente pensato essere un gioco di un franchise diverso. Quake III Arena, invece, ha poco a che fare con i suoi predecessori ma è ambientato nello stesso universo di Quake II e Quake 4, abbandonando le missioni singleplayer in favore di deathmatch contro l'I.A. o online. Uno dei pochi elementi che uniscono i giochi di Quake in tutto è il suo logo che è anche il simbolo della runa per il "quad damage" che moltiplica per quattro volte il danno di ogni arma per un tempo limitato.

### Strogg
Gli Strogg sono una razza aliena che fungono da antagonisti principali in Quake II e Quake 4, e il Makron è il loro leader. In Quake II, Makron usa il suo mecha da battaglia Jorg. Gli Strogg sono una fazione giocabile in Quake III: Team Arena e Enemy Territory: Quake Wars. Sono una razza guerrafondaia prevalentemente cibernetica, famosi per i suoi "rimpiazzi" fra i soldati con i prigionieri di guerra, "stroggificati" e assimilati attraverso la modifica dei loro corpi con protesi e armamenti meccanici. Mantengono un enorme impianto industriale militare con miniere, raffinerie, stazioni elettriche e grossi impianti industriali in tutto Stroggos (il loro pianeta natale). Questa industria ha creato un ambiente tossico che ha ucciso quasi tutta la flora e la fauna su Stroggos e gli animali rimasti sono sottoposti a orribili mutazioni.

## Giochi

### Quake
Quake è un videogioco del genere sparatutto in prima persona, sviluppato da id Software e pubblicato da GT Interactive nel 1996.

#### Quake Mission Pack No. 1: Scourge of Armagon
Quake Mission Pack No. 1: Scourge of Armagon è un'espansione sviluppata da Hypnotic Interactive, uscita il 28 febbraio 1997.

#### Quake Mission Pack No. 2: Dissolution of Eternity
Quake Mission Pack No. 2: Dissolution of Eternity è un'espansione sviluppata da Rogue Entertainment, uscita il 31 marzo 1997.

### Quake II
Quake II è un videogioco di tipo sparatutto in prima persona sviluppato dalla Id Software e pubblicato da Activision il 9 dicembre 1997.

#### Quake II Mission Pack: The Reckoning
Quake II Mission Pack: The Reckoning è un'espansione sviluppata da Xatrix Entertainment.

#### Quake II Mission Pack: Ground Zero
Quake II Mission Pack: Ground Zero è un'espansione sviluppata da Rogue Entertainment.

### Quake III Arena
Quake III Arena è uno sparatutto in prima persona sviluppato da Id Software e pubblicato da Activision nel 1999.

#### Quake III: Team Arena
Quake III: Team Arena è un'espansione sviluppata da id Software.

### Quake 4
Quake 4 è un videogioco di tipo sparatutto in prima persona sviluppato da Raven Software e pubblicato da Activision nel 2005.

### Enemy Territory: Quake Wars
Enemy Territory: Quake Wars è un videogioco del genere sparatutto in prima persona creato da Splash Damage per Activision il 28 settembre 2007.

### Quake Live
Quake Live è uno sparatutto in prima persona multiplayer, prodotto da id Software nel 2008.

### Quake Champions
Quake Champions è uno sparatutto in prima persona in sviluppo per piattaforma Windows presso id Software e Saber Interactive.